# Suore domenicane della Congregazione romana di San Domenico
Le Suore Domenicane della Congregazione Romana di San Domenico sono un istituto religioso femminile di diritto pontificio: i membri di questa congregazione pospongono al loro nome la sigla C.R.S.D.

## Storia
L'istituto nacque dall'unione, avvenuta tra il 1956 e il 1957, di cinque piccole congregazioni francesi di suore domenicane (di Hardinghen, Sèvres, Chalon-sur-Saône, Nancy, Bar-le-Duc): Il decreto di erezione canonica venne emanato il 9 dicembre 1952; la Congregazione Romana di San Domenico venne aggregata all'Ordine dei Frati Predicatori il 10 gennaio 1960.
Le sue costituzioni sono state approvate dalla Santa Sede il 25 marzo 1962.

## Attività e diffusione
L'apostolato specifico della Congregazione di San Domenico è il servizio alla fede mediante la catechesi e l'educazione dei giovani e degli adulti.
Sono presenti in Europa (Francia, Italia, Spagna, Svezia, Svizzera), nelle Americhe (Brasile, Canada, Cile, Stati Uniti d'America), in Benin e in Giappone: la sede generalizia è a La Storta (Roma).
Al 31 dicembre 2005 l'istituto contava 507 religiose in 67 case.